# Leptataspis sumatrana
Leptataspis sumatrana är en insektsart som beskrevs av Schmidt 1911. Leptataspis sumatrana ingår i släktet Leptataspis och familjen spottstritar. Inga underarter finns listade i Catalogue of Life.